# Raymond Kaelbel
Raymond Kaelbel (Colmar, 31 gennaio 1932 – Strasburgo, 17 aprile 2007) è stato un calciatore e allenatore di calcio francese.

## Carriera

### Giocatore

#### Club
Il debutto di Kaelbel nel calcio professionistico avvenne nello Strasburgo, il 17 dicembre 1950 contro il Nancy. Dopo varie stagioni a Strasburgo fra Division 1 e Division 2, nel 1956 Kaelbel si trasferì nel Monaco dove conquistò il suo primo trofeo, la Coppa di Francia 1959-1960, e l'anno successivo fu campione di Francia.
Nel 1961, passò a Le Havre ma, dopo la retrocessione del club, si trasferì nello Stade de Reims dove riuscì ad arrivare ai quarti di finale della Coppa dei Campioni 1962-1963. Nel 1964, tornò allo Strasburgo con il quale sconfisse il Milan e il Barcellona nella Coppa delle Fiere 1964-1965. Dopo la vittoria di un'altra Coppa di Francia nel 1966, Kaelbel si ritirò nel 1968.

#### Nazionale
Kaelbel giocò con la Nazionale francese nel Mondiale 1954 e nel Mondiale 1958. La sua ultima partita con la maglia dei Blues fu una gara valida per le qualificazioni alla Coppa del Mondo 1966 contro la Finlandia.

### Allenatore
Kaelbel fu il tecnico dell'ASPV Strasburgo dal 1979 al 1988, in questo periodo la sua squadra giocò in Division 2 e Division 3.

## Palmarès

### Club
- Campionato francese: 1

Monaco: 1960-1961
- Coppa di Francia: 2

Monaco: 1959-1960
Strasburgo: 1965-1966
- Supercoppa francese: 1

Monaco: 1961
- Coppa Charles Drago: 1

Monaco: 1961